# San Pablo Macuiltianguis
San Pablo Macuiltianguis är en kommunhuvudort i Mexiko.   Den ligger i kommunen San Pablo Macuiltianguis och delstaten Oaxaca, i den sydöstra delen av landet, 300 km sydost om huvudstaden Mexico City. San Pablo Macuiltianguis ligger 2 120 meter över havet och antalet invånare är 371.
Terrängen runt San Pablo Macuiltianguis är bergig åt nordväst, men åt sydost är den kuperad. Terrängen runt San Pablo Macuiltianguis sluttar västerut. Runt San Pablo Macuiltianguis är det glesbefolkat, med 15 invånare per kvadratkilometer. Närmaste större samhälle är San Juan Quiotepec, 8,4 km norr om San Pablo Macuiltianguis. I omgivningarna runt San Pablo Macuiltianguis växer huvudsakligen savannskog.